# Gerard Wessels
Gerard Wessels (ur. 1924, zm. ok. 1989) – holenderski lekkoatleta specjalizujący się w skoku w dal.

## Życiorys
Pomiędzy 1948 a 1954 r. ośmiokrotnie reprezentował barwy Holandii w imprezach rangi międzynarodowej. W 1950 r. zdobył w Rotterdamie tytuł mistrza Holandii (z wynikiem 7,38 m). W tym samym roku odniósł największy sukces w karierze, zdobywając w Brukseli tytuł wicemistrza Europy (z wynikiem 7,22 m).
Po zakończeniu kariery sportowej mieszkał poza granicami Holandii.

## Rekordy życiowe
- skok w dal – 7,38 – Rotterdam 1950